# تینرد
تینرد (به سوئدی: Tynnered) یک منطقهٔ مسکونی در سوئد است که در Gothenburg Municipality واقع شده‌است.

## خصوصیات
تینرد ۲۹٫۸۵ کیلومترمربع مساحت و ۲۷٬۷۸۷ نفر جمعیت دارد.